# 白羊座21
白羊座21（21 Ari, 21 Arietis），是一个位于白羊座的联星系统，距离地球约157光年，视星等为5.57。